# Joseph Thomson
Joseph Thomson (14. února 1858 Penpont – 2. srpna 1895 Londýn) byl skotský cestovatel a spisovatel, který se zasloužil o odstranění posledních bílých míst z mapy Afriky.
Vystudoval geologii na Edinburské univerzitě a v roce 1878 se přidal k výpravě Královské zeměpisné společnosti, kterou vedl Alexander Keith Johnston. Vyrazili z Dar es Salaamu do oblasti Velkých jezer, v Beho Beho Johnson podlehl malárii a do čela expedice se postavil teprve jednadvacetiletý Thomson. Objevil pro Evropany jezero Rukwa, prozkoumal pohoří Mbizi a Kipengere, okolí jezer Njasa a Tanganika i oblast podél řeky Lukuga. Po úspěchu této cesty podnikl další do povodí řeky Rovuma, v roce 1883 pak vyrazil z Mombasy do vnitrozemí a jako první běloch prošel územím bojovných Masajů až k jezeru Baringo. Po návratu byl vyslán na další výpravu do Sokotského sultanátu, kde měl za úkol posílit britský vliv proti pronikání Němců, později zmapoval pohoří Atlas. V roce 1890 ho Cecil Rhodes pověřil průzkumem oblasti severně od Zambezi, kde Thomson pronikl až k jezeru Bangweulu. Od roku 1892 se Joseph Thomson kvůli zdraví podlomenému množstvím prodělaných tropických chorob zdržoval na britských ostrovech, kde zemřel ve věku sedmatřiceti let.
Je autorem šesti cestopisů a románu Ulu: an African Romance. Byla po něm pojmenována gazela Thomsonova, jeho vyprávění o Africe inspirovalo Henryho Ridera Haggarda k napsání bestselleru Doly krále Šalamouna, přátelil se také s Jamesem Matthewem Barriem. Předseda královské zeměpisné společnosti Clements Markham o něm napsal: „Mezi úžasné výdobytky Josepha Thomsona patří to, že nikdy nezpůsobil smrt jediného domorodce. Pro vedoucího expedic je to důkaz velmi vzácných osobních kvalit, které ho postavily do nejpřednější řady průzkumníků.“